# Stachyris strialata
Stachyris strialata е вид птица от семейство Timaliidae.

## Разпространение
Видът е разпространен във Виетнам, Индонезия, Китай, Лаос, Мианмар и Тайланд.